# Sydney Grundy
Pour les articles homonymes, voir Grundy.
Sydney Grundy (né le 23 mars 1848 à Manchester et mort le 4 juillet 1914 à Londres) était un dramaturge anglais.

## Biographie
Sydney Grundy écrivit des livrets pour Gilbert et Sullivan.
Il est également l'auteur de comédies, comme The New Woman qui fut donnée au Comedy Theatre de Londres en 1894.